# 吉岡秀人
吉岡 秀人（よしおか ひでと、1965年8月12日 - ）は、発展途上国で無償の医療活動を続ける日本の医師である。専門は小児外科。特定非営利活動法人ジャパンハート・最高顧問/ファウンダー。東北大学特任教授（客員）。

## 来歴・人物
大阪府吹田市出身。大阪府立千里高等学校、大分医科大学（現大分大学医学部）卒。大阪、神奈川の救急病院などで勤務の後、1995年から1997年までミャンマーで活動。
その後、岡山病院小児外科、川崎医科大学小児外科講師などを経て、2003年から再びミャンマーで医療活動を再開。
2004年、国際医療ボランティア団体「ジャパンハート」設立。ミャンマー、カンボジア、ラオス、日本で医療支援活動を行う。2020年現在も各国と日本を行き来し、途上国の貧しい人々に無償治療を続けている。治療件数は年間2万件以上。
日本帰国時には、依頼を受け講演会を多数行う。2013年より小学生を対象とした「いのちの授業」の講演活動を開始。
同団体で、「国際医療短期ボランティア」システムを確立。医療者が数日の休暇を利用し、途上国で診察・手術等の実際の医療支援を行える仕組みを実現した。現在、このシステムを活用し、ジャパンハートの海外活動地では、日本から年間のべ700人以上が医療ボランティアに参加している。
2011年、3月に発生した東日本大震災では緊急医療支援活動を行い、500名余りの医療者やボランティアを被災地に派遣した。2011年12月 - 2014年3月宮城県石巻市に「NPO法人ジャパンハートこども･内科クリニック」を開業し、長期にわたり医療支援活動を行った。これは震災後に宮城県が公式に診療許可を出した、ただひとつのNPO法人による診療所である。現在も、被災した子どもの「心のケア」活動及び、医療人材支援を続けている。
医療が行き届いていないアジアの貧困地域で、25年以上にわたり無償の医療支援を行い、コロナ禍の今もみずから最前線で治療を続ける「継続する力」が評価され、2021年「第69回菊池寛賞」受賞。
2025年3月に発生したミャンマー地震において、ザガイン管区の拠点病院で活動中に被災。病院は一部倒壊するなどの被害を受けたが、翌月無事に帰国した。

## 災害救援
- 2008年 ミャンマー・サイクロンナルギス
- 2011年 日本・東日本大震災
- 2013年 フィリピン・台風30号
- 2015年 ミャンマー・大洪水
- 2016年 日本・熊本地震
- 2018年 日本・西日本豪雨
- 2018年 インドネシア・スラウェシ島地震
- 2020年 - 新型コロナウイルス感染症
- 2021年 令和3年8月豪雨
- 2022年 台風14号
- 2022年 台風15号
- 2023年 九州豪雨
- 2024年 令和6年能登半島地震
- 2025年 ミャンマー地震

## 受賞歴
- 2008年10月 - 第一回 自由都市・堺 平和貢献賞 奨励賞受賞
- 2012年 4月 - 第三十八回 大山健康財団賞受賞
- 2014年 8月 - 平成26年度　外務大臣表彰　（団体受賞）
- 2014年 8月 - 第6回　沖縄平和賞　（団体受賞）
- 2017年 8月-第48回　社会貢献者表彰（団体受賞）
- 2017年10月-際69回　保健文化賞（団体受賞）
- 2019年　第7回エクセレントNPO大賞及び市民賞　受賞
- 2019年　第22回地球倫理推進賞（国際活動部門）、文部科学大臣賞 受賞（いずれも団体受賞）
- 2020年　国際連合UNIATF Award 2020（2020 United Nations Inter-Agency Task Force on the Prevention and Control of Non-communicable Diseases Award）団体受賞
- 2021年　第69回菊池寛賞受賞
- 2021年　第5回ジャパンSDGsアワード　SDGs推進副本部長（外務大臣）賞受賞（団体受賞）
- 2022年　日本サービスイノベーション2022選出
- 2023年　令和5年度千嘉代子賞 受賞
- 2025年　正力松太郎賞 特別賞

## 出演

### CM
- 内閣府制作　政府広報用テレビCM（2014年11月・グローバルTVネットワークCNN アジアエリアで放送）
- ACジャパン 広告キャンペーン採用（2018年7月 - ）

　※外部リンク参照

### テレビ
- ドキュメンタリー特集「ここにいのちある限り」（テレビ東京、2005年1月放送）
- 夢の扉 〜NEXT DOOR〜「発展途上国の子供達をより多く救いたい」（TBS、2007年7月29日放送）
- ETV特集「ミャンマーに医療のかけ橋を」（NHK教育テレビ、2009年1月18日）
- 世界を変える100人の日本人! JAPAN☆ALLSTARS（テレビ東京、2010年9月17日）
- 情熱大陸（毎日放送、2009年7月26日、2010年1月24日、2011年1月16日）で異例の3回出演
- 輝く女（NHK BSプレミアム、2013年1月23日、30日）2週連続放送
- 日経スペシャル 未来世紀ジパング〜沸騰現場の経済学〜（テレビ東京、2014年5月26日[1]・2016年6月13日[2]・2018年1月22日[3]・2019年2月20日[4]）
- 先人たちの底力 知恵泉 「人生困ったときの“選び方” 〜ジョン万次郎 」（NHK Eテレ、2017年2月28日）
- フジテレビ「あいのり〜Asian Jorney」（2018）
- NHK「WORLD-JAPAN」（2018）
- BS1 ワールドウオッチング「キャッチ　世界のトップニュース」
- テレビ東京「世界ナゼそこに?日本人 〜知られざる波瀾万丈伝〜」（2018）
- NHK BS1 「キャッチ！世界のトップニュース」（2019年12月）
- テレビ東京「日経スペシャル カンブリア宮殿」 『世界を変える医療 第1弾 ボランティアが殺到！どんな患者も断らないNPO』（2020年4月9日、テレビ東京）- ジャパンハート最高顧問・小児外科医 𠮷岡秀人出演[5]。
- フジテレビ「石橋、薪を焚べる」（2020年6月）
- フジテレビ「フューチャーランナーズ〜17の未来〜」（2020年9月）
- NHK BS1「最後の講義「医師 吉岡秀人」」（2022年3月13日）　ほか

### 新聞
- 日本経済新聞（2005年1月1日「羽ばたけ日本のフロントランナー」）
- 朝日新聞「beフロントランナー」
- 夕刊フジ（2013年2月22日「名医はこの人・ブラックジャックを探せ」）
- 日本経済新聞（2013年3月2日「こころのページ」）
- 産経新聞（2017年8月7日「話の肖像画」）
- 南日本新聞（2019年12月6日）、神戸新聞（2019年12月6日）、秋田魁新報（2019年12月6日）、高知新聞（2019年12月6日）、福井新聞（2019年12月6日）、徳島新聞（2019年12月7日）、長崎新聞（2019年12月7日）、山梨日日新聞（2019年12月8日）「中村哲氏（ペシャワール会）逝去コメント」
- 産経新聞（2020年1月21日）　ほか

### ラジオ
- 垣花正のあなたとハッピー！（ニッポン放送）
- On The Way Jounal Weekend（JFN）
- THE VOICE（FM群馬・石川・福井・ 三重・香川・宮崎・鹿児島）
- 大沢悠里のゆうゆうワイド（TBSラジオ）
- 阿部亮のNGO世界一周（ニッポン放送、2017年7月3日、2017年7月10日、2018年8月27日）
- J-wave「Tokyo Morning Radio」内「THE WORKS SHIFT」（2019年12月）　ほか

## 書籍

### 著書
- 『飛べない鳥たちへ 無償無給の国際医療ボランティア「ジャパンハート」の挑戦』（2009年5月28日、風媒社）ISBN 9784833131551
- 『死にゆく子どもを救え 途上国医療現場の日記』（2009年7月11日、冨山房インターナショナル）ISBN 9784902385748
- 『命を燃やせ いま、世界はあなたの勇気を待っている』（2012年5月9日、講談社）ISBN 9784062176699
- 『1度きりの人生だから絶対に後悔したくない! だけど、まわりの目が怖くて、なかなか動けない。そんな20代の君が1歩を踏み出す50のコトバ』（2012年11月22日、すばる舎）ISBN 9784799101421
- 『救う力 人のために、自分のために、いまあなたができること』（2014年5月22日、廣済堂出版）ISBN 9784331518397
- 『タフに生きる言葉 世界を駆けめぐる医師が贈る50の熱いメッセージ』（2015年8月31日、三笠書房 王様文庫）ISBN 9784837967613
- 『最後の講義 完全版 吉岡秀人 人のために生きることは自分のために生きること』（2022年12月2日、主婦の友社）ISBN 9784074534708

### 関連書籍
- 『命を救う 心を救う 途上国医療に人生をかける小児外科医「ジャパンハート」吉岡秀人』（著者:ふじもとみさと）（2021年11月12日、佼成出版社）ISBN 9784333028535

### 写真集
- 『One sky Japan Heart』（文：吉岡秀人、写真:内藤順司）（2019年12月、Junji Naito Photographs）- ジャパンハート初の写真集